# Список объектов всемирного наследия ЮНЕСКО в Республике Конго
В спи́ске объе́ктов Всеми́рного насле́дия ЮНЕ́СКО в Респу́блике Ко́нго значится 1 наименование (на 2014 год), это составляет 0,1 % от общего числа (1248 на 2025 год).
Объект включён в список по природным критериям.
Кроме этого, по состоянию на 2014 год, 4 объекта на территории государства находятся в числе кандидатов на включение в список всемирного наследия, в том числе 2 — по культурным, 2 — по природным критериям.
Республика Конго ратифицировала Конвенцию об охране всемирного культурного и природного наследия 10 октября 1987 года. Первый объект на территории Республики Конго был занесён в список в 2012 году на 36-й сессии Комитета всемирного наследия ЮНЕСКО.

## Список
| # | Изображение | Название | Местоположение       | Время создания | Год внесения в список | №    | Критерии |
| - | ----------- | --- | -------------------- | -------------- | --------------------- | ---- | -------- |
| 1 |             | Лес Санга трёх наций · (фр. Trinational de la Sangha): · а) Нубале-Ндоки ( Республика Конго); · б) Лобеке ( Камерун); · в) Дзанга-Санга ( ЦАР) · | Департамент: Ликуала |                | 2012                  | 1380 | ix, x    |

## Кандидаты в список
В таблице объекты расположены в порядке их добавления в предварительный список. В данном списке указаны объекты, предложенные правительством Республики Конго в качестве кандидатов на занесение в список всемирного наследия.
| # | Изображение | Название                                 | Местоположение              | Категория объекта | Год внесения в список | №      |
| - | ----------- | ---------------------------------------- | --------------------------- | ----------------- | --------------------- | ------ |
| 1 |             | Древний порт для погрузки рабов в Лоанго | Департамент: Куилу          | культурный        | 2008 год              | № 5373 |
| 2 |             | Королевские владения в Мбе               | Департамент: Пул            | культурный        | 2008 год              | № 5374 |
| 3 |             | Конкуати-Дули                            | Департамент: Куилу          | природный         | 2008 год              | № 5375 |
| 4 |             | Одзала                                   | Департамент: Западный Кювет | природный         | 2008 год              | № 5376 |